# 有坂秀世
有坂秀世（ありさか ひでよ，1908年9月5日—1952年3月13日），日本的日语和汉语音韵学研究者。生于广岛吴市，在东京接受教育。1931年从东京帝国大学（现东京大学）毕业。提出有坂定律（Arisaka's law），即上古日语中的/Co/(=Co2)不能在同根语素中与/Ca,Cwo,Cu/共存。